# Charazani
Charazani ist eine Ortschaft im Departamento La Paz im südamerikanischen Andenstaat Bolivien.

## Lage im Nahraum
Charazani ist der zentrale Ort des Municipios Charazani und Sitz der Verwaltung der Provinz Bautista Saavedra. Die Ortschaft liegt auf einem Bergsporn in einer Höhe von 3203 m zwischen der Cordillera Muñecas im Süden und der Cordillera Apolobamba im Norden am Río Calaya, der über den Río Mapiri zum Río Beni hin entwässert.

## Geographie
Charazani liegt im Osten des bolivianischen Altiplanos am Rande der Cordillera Central. Das Klima der Region ist ein typisches Tageszeitenklima, bei dem die mittleren Temperaturschwankungen im Tagesverlauf deutlicher ausfallen als im Ablauf der Jahreszeiten.
Die Jahresdurchschnittstemperatur von Charazani liegt bei 15 °C (siehe Klimadiagramm Charazani) und schwankt nur wenig zwischen gut 12 °C im Juni/Juli und knapp 17 °C im November/Dezember. Der Jahresniederschlag beträgt etwa 750 mm, einer viermonatigen Trockenzeit von Mai bis August mit Monatswerten von unter 25 mm steht ein regenreicher Sommer von Dezember bis März gegenüber, in dem die monatlichen Niederschlagswerte teilweise deutlich über 100 mm liegen.

## Verkehrsnetz
Charazani liegt in einer Entfernung von 254 Straßenkilometern nordwestlich von La Paz, der Hauptstadt des gleichnamigen Departamentos.
Von La Paz führt die asphaltierte Nationalstraße Ruta 2 in nordwestlicher Richtung 70 Kilometer bis Huarina, von dort zweigt die Ruta 16 ab, die als asphaltierte Straße weiter in nordwestlicher Richtung auf 97 Kilometern entlang des Titicacasees bis Escoma führt. Von dort führt die Ruta 16 weiter als unbefestigte Piste weiter nach Norden und erreicht nach 87 Kilometern Charazani.

## Bevölkerung
Die Einwohnerzahl der Siedlung ist in den vergangenen beiden Jahrzehnten um etwa ein Drittel angestiegen:
| Jahr | Einwohner | Quelle       |
| ---- | --------- | ------------ |
| 1992 | 539       | Volkszählung |
| 2001 | 501       | Volkszählung |
| 2012 | 723       | Volkszählung |
| 2024 |           | Volkszählung |

Die Region weist einen deutlichen Anteil an Quechua-Bevölkerung auf, im Municipio Charazani sprechen 87,4 Prozent der Bevölkerung Quechua.